# أنطون ديل روزاريو
أنطون ديل روزاريو (بالإنجليزية: Anton del Rosario)‏ (23 ديسمبر 1981 في الولايات المتحدة - ) هو لاعب كرة قدم أمريكي في مركز الدفاع. شارك مع منتخب الفلبين لكرة القدم. أما مع النوادي، فقد لعب مع نادي كايا وLoyola F.C. ‏.

## وصلات خارجية
- أنطون ديل روزاريو على موقع الاتحاد الدولي (مؤرشف)  (الإنجليزية)
- أنطون ديل روزاريو على موقع قاعدة بيانات كرة القدم.إي يو (الإنجليزية)
- أنطون ديل روزاريو على موقع ناشيونال فوتبول تيمز (الإنجليزية)
- أنطون ديل روزاريو على موقع Soccerway.com (الإنجليزية)